# 賀茂建角身命
賀茂建角身命（カモタケツヌミノミコト／カモタケツノミノミコト）は、日本神話に登場する神。鴨建角身命ともされる。

## 概要
別名には八咫烏、八咫烏鴨武角身命（やたからすかもたけつのみのみこと）がある。
山城の賀茂氏（賀茂県主）や葛城国造の始祖であり、賀茂御祖神社（下鴨神社）の祭神として知られる。

## 記述
『新撰姓氏録』によれば、賀茂建角身命は神魂命（かみむすびのみこと）の孫であり、神武東征の際、八咫烏に化身して神武天皇を先導したとされる。
『山城国風土記』逸文によれば、日向の曽の峯に天降り、神武天皇を先導し、大和の葛木山に宿った後、そこから遷って山代国の岡田の賀茂（岡田鴨神社がある）に至り、山代河（木津川）を下り、葛野河（桂川）と賀茂河（鴨川）が合流する地点に至り、賀茂川を上り、久我国の北山のもとに鎮まった。
賀茂建角身命には玉依日子（たまよりひこ）と玉依日売（たまよりひめ）の2柱の御子神がいる。玉依日子は賀茂県主の祖となる。玉依日売は、丹塗矢に化身した火雷命（ほのいかづちのみこと）を床の近くに置いていたところ、可茂別雷命（かもわけいかづちのみこと、上賀茂神社の祭神）を懐妊し出産したとされる（『山城国風土記』逸文）。

## 祀る神社
- 賀茂御祖神社（京都府京都市左京区下鴨泉川町） - 西殿